# Ratko Nikolić
Ratko Nikolić (* 15. September 1977 in Aranđelovac/Jugoslawien) ist ein serbischer Handballspieler. Seine Körperlänge beträgt 1,91 m.
Nikolić, der für den französischen Club Paris HB spielt und für die serbische Nationalmannschaft aufläuft, wird meist als Kreisläufer eingesetzt.
Ratko Nikolić unterschrieb seinen ersten Profivertrag beim RK Roter Stern Belgrad. Mit den Hauptstädtern wurde er mehrmals Meister und Pokalsieger und stieg zum Nationalspieler auf. 1999 wechselte er zum Ligakonkurrenten RK Sintelon. Nach 4 Jahren heuerte er erstmals im Ausland beim ungarischen Spitzenteam MKB Veszprém an. Dort gewann er 2004 Meisterschaft und Pokal und zog gleich weiter in die spanische Liga ASOBAL zu BM Altea, bevor er 2005 zum spanischen Spitzenverein SDC San Antonio wechselte. Mit den Basken zog er 2006 ins Finale der EHF Champions League ein. Im Sommer 2010 unterzeichnete Nikolić einen Vertrag beim dänischen Erstligisten KIF Kolding. Ein Jahr später wechselte Nikolić zu Paris HB.
Ratko Nikolić hat bisher über 100 Länderspiele für die Nationalmannschaft bestritten. Bei der Handball-Weltmeisterschaft der Herren 2001 gewann er mit Serbien-Montenegro die Bronzemedaille.